# Máximo Kirchner
Máximo Carlos Kirchner (La Plata, 16 de fevereiro de 1977) é um político argentino, deputado nacional pela província de Santa Cruz entre 2015 e 2019, e atual deputado nacional pela província de Buenos Aires. Atualmente é o líder do governo Alberto Fernández na Câmara de Deputados. 
Seus pais foram os presidentes da Argentina, Néstor Kirchner e Cristina Fernández de Kirchner. Máximo também é sobrinho da atual governadora da província de Santa Cruz, Alicia Kirchner.

## Carreira política
Em 2009, ele fundou o La Cámpora, um agrupamento político juvenil de apoiadores do governo Cristina Fernández. 
Em 2015, ele foi eleito deputado nacional pela província de Santa Cruz,  com sua lista em segundo lugar em 3,3%.
Em 2019, foi eleito novamente deputado, dessa vez pela província de Buenos Aires. No mesmo ano assumiu a liderança do governo na Câmara.